# Шаповалов, Александр Андреевич
Александр Андреевич Шаповалов (эст. Aleksandr Šapovalov; 28 февраля 2003, Таллин) — эстонский футболист, нападающий клуба «Флора».

## Биография
Сын футболиста и тренера Андрея Шаповалова (род. 1960). Начинал заниматься футболом под руководством отца, позднее также тренировался у Михаила Артюхова, воспитанник таллинских клубов «Люцеум», «Эверест» и «Легион». В начале 2018 года 15-летний футболист перешёл в таллинскую «Флору» и в течение полутора сезонов выступал за её второй состав в первой лиге Эстонии, за этот период забил 32 гола в 32 матчах. Футболистом интересовались зарубежные клубы, но до 16 лет он не мог перейти в зарубежный клуб. В июле 2019 года перешёл в немецкий «Фрайбург», где в течение сезона играл за команду 17-летних, а в начале следующего сезона был отчислен.
Вернувшись в Эстонию, присоединился к таллинскому «Легиону». Дебютный матч в высшей лиге Эстонии сыграл 28 марта 2021 года против «Нымме Калью», заменив на 64-й минуте Максима Гусева. Свой первый гол забил 11 апреля в ворота «Флоры», а 11 мая в матче против «Вапруса» впервые отличился хет-триком в высшей лиге. Всего в чемпионате 2021 года забил 11 голов, став лучшим бомбардиром своего клуба и войдя в десятку лучших снайперов турнира. В кубковом матче против любительского клуба «Соккернет» стал автором 5 голов.
В начале 2022 года вернулся в «Флору» и сыграл свои первые матчи за основную команду, провёл в клубе полтора сезона. В составе «Флоры» — чемпион Эстонии 2022 года. Летом 2023 года был отдан в аренду в «Калев» (Таллин), затем играл на правах аренды за клубы второго дивизиона Греции — второй состав ПАОКа и «Ники Волос».
Выступал за сборные Эстонии младших возрастов, забил не менее 18 голов.